# オナイダ・コミュニティ

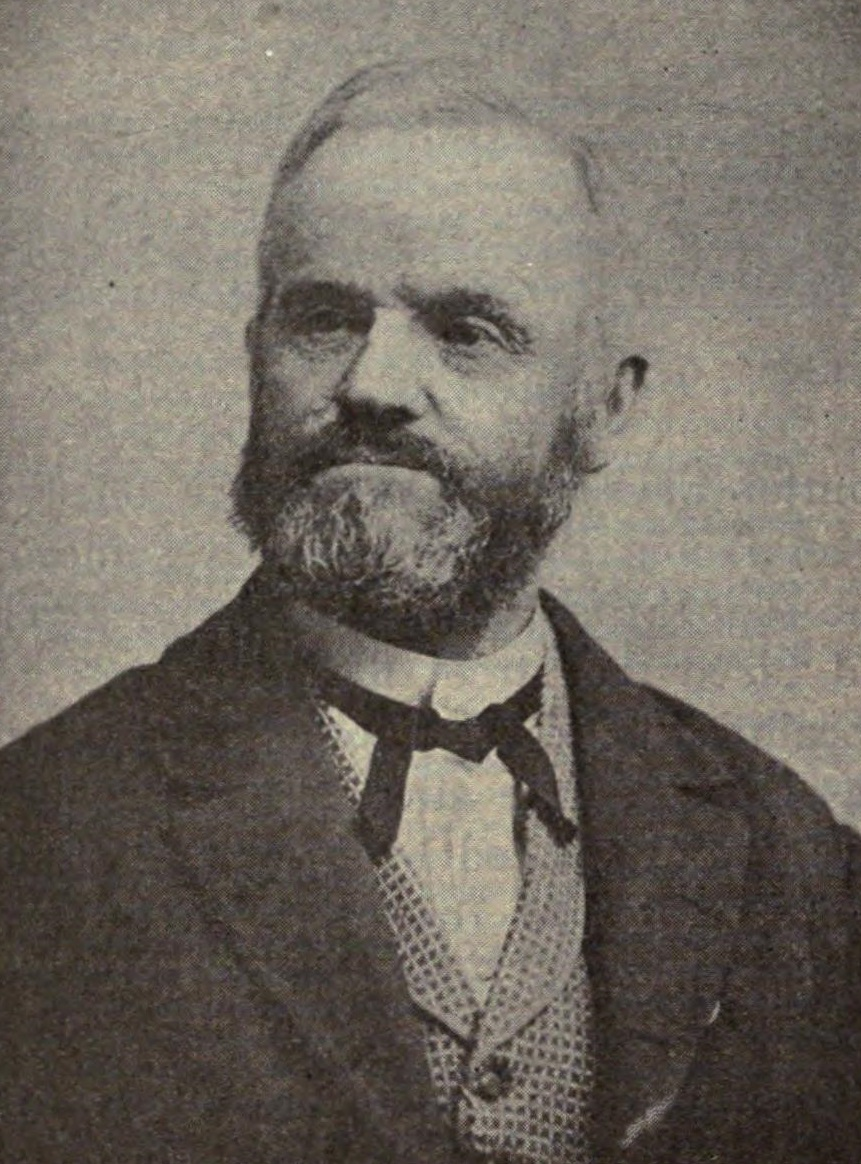
コミュニティの創設者ジョン・ハンフリー・ノイエス

オナイダ・コミュニティ（英語: Oneida Community）は、アメリカ合衆国ニューヨーク州のオナイダで1848年にジョン・ハンフリー・ノイエスによって創設された宗教的共同体である。 この共同体は紀元70年には既にイエスが再臨し、それによって彼ら自身が千年王国に至る事が可能となり罪から自由となり、天国だけでなく現世においても完全な存在となれると信じた。（この信仰は完全主義と呼ばれる。）オナイダ・コミュニティはコミュナリズム（私有物と財産の共同所有という意味である。）、複合婚、男性の性的自制、相互批判、アセンディングフェローシップを実践した。同様の小規模の共同体はコネチカット州ウォリングフォード、ニュージャージー州ニューアーク、パトニー、ヴァーモント州ケンブリッジに存在していた。  この共同体の創設メンバーは87名であったが、1850年12月には172名、1852年には208名、1878年には306名に増加した。1854年には、ウォリングフォード支部（この支部は1878年のトルネードによって崩壊するまで運営された。）以外の支部は閉鎖された。オナイダ・コミュニティは1881年に分解し、最終的にはオナイダ・リミテッドという巨大銀食器企業となった。 

## 組織の構造
オナイダ・コミュニティは最大人口が約300人にしか達しなかったが、27個の常設委員会と48個の行政区画という複雑な官僚制を有していた。
唯一残存した銀食器の手工業は1877年という、この共同体の歴史の比較的後期に始まり、現在も存在している。  第二の産業としては革製の旅行鞄の手工業、シュロの帽子編み、田舎風の家具製作、ばね付の罠製作、観光業が含まれる。
全ての共同体員は各人の能力に合わせて労働することが求められ、女性は家事の大半を行う傾向があった。専門的な仕事は一個人に任され続けることがあった（例えば財務管理者は共同体の歴史を通してその立場を維持した。）、しかし共同体員は、非専門的な仕事は交替して家内や牧草地や様々な産業内で働いた。オナイダ・コミュニティが栄えるにつれ、コミュニティは更に部外者を雇いこれらの立場で働かせた。彼らはこの地域での主要な労働力であり、1870年には約200人存在した。

### 複合婚
オナイダ・コミュニティは複合婚という制度をとり、メンバーは特定のパートナーを持たずにさまざまな相手と性交をしていた。 そこではルールに基づき同意した相手と自由に性交をした。 独占や排他的な人間関係は認められなかった。 排他的な結婚は否定されたが、愛や快楽のための性交は推奨されており、すべての成人は性交を楽しむべきとされていた。 ただし自由恋愛主義とは違い、性交の実践は共同体のルールによって管理されていた。 たとえば子どもの数が増えすぎないよう、また女性たちが繰り返し妊娠する苦痛を防ぐため、後述のように「男性の性的自制」と呼ばれる射精をともなわない性交が徹底された。 また若い男性には、妊娠可能性の少ない40歳以上の女性がメンターとなって性交の手ほどきをした。更に、これらの女性は若い男性にとっての宗教的な模範となった。同様に、年配の男性はしばしば若い女性に性交の手ほどきをした。ノイエスはしばしば独断でパートナーの組み合わせを決定し、共同体内で信心深い者と信心深くない者で関係を作ることを薦めた。（これをアセンディング・フェローシップという。）これは信心深い者の態度や振る舞いが信心深くない者に影響を与えることを期待したものである。 
1993年に初めてこの共同体の記録が学者に向けて公開された。この記録の中にノイエスの姪であるティルツァー・ミラーの日記が含まれていた。ノイエスの姪はオナイダ・コミュニティ内での性的関係・恋愛関係について広範に記していた。

### 相互批判
この共同体の全ての共同体員は総会において、共同体や委員会全体の批判を受けることがあった。 その目的は好ましくない性格・特徴を消すことであった。 当時の様々な資料はノイエス自身も批判の対象になったとしている。ただし、批判の機会は残りの共同体員への批判よりは少なく、批判の強さもおそらく弱かったであろう。

### 避妊
オナイダ・コミュニティでは出産を管理するために、男性の性的自制すなわち、保留性交を用いていた。  ノイエスは性交に2つの異なる機能があると考えていた。第一の機能は社会的機能（愛の機能）、つまりパートナー相互のコミュニケーションと愛情表現である。 第二の機能は生殖であるが、これは第一の機能に劣るものであり、厳密に区別されなければならない。 オナイダでは約200人の成年が保留性交を避妊手段にしていたが、1848年から1868年の間に予定外の妊娠は12件であった。 若い男性は閉経後の女性によって性的自制を仕込まれ、若い女性は経験を積んだ年配の男性と行為をした。
ノイエスは射精を「男性の生命力を衰えさせ病に至らしめる」、そして妊娠と出産が「女性の生命力に重い負担を課する」と信じていた。 ノイエスが保留性交を発見したきっかけは、妻のハリエットが立て続けに5人の子供を妊娠し、そのうち4人が死産になったことだった。これ以上妻に負担を与えないよう、しかし性交は続けられるように「自制」を始めたのである。共同体員は保留性交による避妊を好んだ。なぜなら彼らにとってその手法が自然で、健康的で、親密さを深めるものと感じられたからだ。 もし男性がこの性的自制に失敗すれば彼らは公的な非難（相互批判）にさらされるか、個人的に拒絶されることとなった。
保留性交が大きな問題につながったかどうかははっきりしない。社会学者のローレンス・フォスターはノイエスの手紙の文面から、自慰行為や社会的な引きこもりのような問題が生じていた可能性があると見ている。 勃起不全を引き起こすことはなかったようである。

### 優生学的生殖
"stirpiculture"として知られる優生学の計画は1869年に導入された。 これはさらに完全な子供を作るために構想された選択育種計画である。 親になりたいと願う共同体員は霊的・道徳的資質にふさわしいとされるために委員会へ出向いた。53名の女性と38名の男性がこの計画に参加し、この計画のためにオナイダ・コミュニティの新しい集合住宅の一角が必要となった。この実験では58名の子供が育てられた。その中の9人はノイエスの子供であった。
子供が離乳すれば（普通は1歳ごろ）、子供は子供たちの住む一角である南の一角で育てられた。 子供たちの親は子に会う事が認められたが、育児担当者が親子の間での強いつながりを感じたら共同体は親子の間で別離期間を設けることを命じていた。

### 女性の役割
オナイダ・コミュニティは性的役割の変化と女性の地位向上という点で、19世紀アメリカでも屈指のラディカルかつ制度的な試みを実践していた。 女性たちは外の世界では得られない自由を獲得した。たとえばオナイダでは共同体で育児を担うシステムを用意していたため、女性は育児の苦労から解放された。また男性の性的自制のおかげで、望まない妊娠からも解放された。同時代の女性が窮屈な衣服を着ていたのに対し、オナイダの女性は短いワンピースの下にズボンという機能的な格好をして、髪もショートカットにしていた。コミュニティ内のほぼあらゆる種類の労働に女性と男性の両方が参加した。  家事労働は主に女性に任されていたが、商売人や職人のポジションにつく自由はあり、とりわけ1860年代から70年代前半にかけて多くの女性がビジネスで活躍した。 さらに女性はコミュニティ内のルール策定に積極的に関わり、日々の宗教的・実務的ミーティングにも参加していた。
複合婚の制度も女性の地位向上に役立った。複合婚においては女性も男性も同等に性的欲求を表現し、実行することができたので、女性の性的欲求が抑圧されることはなかった。 実際、保留性交においては女性の性的満足が重視され、女性がオーガズムに達することが推奨された。 ただし、表向きは同意の上での性交であったとはいえ、申し込んできた男性の地位によっては女性が性行為を断れないこともあった。 男性の性的自制が女性の性をコントロールする巧妙な手段として利用されたという指摘もある。
“The Status and Self-Perception of Women in the Oneida Community”の著者であるエレン・ウェイランド・スミスは共同体内においては、おおよそ平等であったと主張している。彼女は、共同体内の男女いずれもがノイエスの考え方・意志に従属していた一方で、女性に対して過度な抑圧がなされる事は無かったと指摘している。

## 衰退
この共同体はジョン・ハンフリー・ノイエスが息子であるセオドア・ノイエスに共同体の指導権を譲ろうとした時まで存続した。しかしこの動きは失敗した。セオドアは不可知論者で父とは宗教観を異にしていたし、人望もなかったからである。 民主化を求めるジェームズ・タウナーとその一派が主導権をめぐってノイエス忠誠派と対立し、コミュニティの分断が深まった。このタウナー派は後にオナイダを離れてカリフォルニアに移り住み、政治家に働きかけてオレンジ郡を新たに創設した。
共同体内で、いつ誰が子供たちに性交を教えるべきかについて議論があり、そしてその実行全般についても議論があった。創設メンバーは年を取るか、病になっていて、そして若い共同体員は旧来の、独占的な婚姻を望んでいた。
これらの困難の頂点としてあるのが、ハミルトン・カレッジのジョン・ミアーズ教授による反対運動である。彼はオナイダ・コミュニティの性的不道徳行為を取り締まる立法を要請する会議を開いた。(これには47人の聖職者が同席した。) ノイエスは自身が法定強姦の罪での逮捕状の発行が間近である事を信頼している助言者であったマイロン・キンズリーから知らされ、1879年6月中旬の夜に共同体の住居から抜け出し国外へ逃亡した。彼はそれから二度とアメリカへ戻ることはなかった。その後すぐに、ノイエスはカナダのオンタリオ州から仲間へ手紙を書き、複合婚を廃止すべきだと助言した。
複合婚は外部の圧力に従い1879年に廃止された。そして共同体はすぐに分裂し、共同体員の一部は共同体を株式会社として再構築した。夫婦は組織再構築のときの同棲者同士で、通常の結婚した夫婦と同じようなものとなった。次の年には70人以上の共同体員が通常の結婚を行った。
20世紀初期の間、オナイダ・リミテッドという新しい企業は銀食器に焦点を絞った。動物の罠の商売は1912年に、絹の商売は1916年に売却され、缶詰製造業は利益が出なくなったため1915年に廃業された。この株式会社は現在も存在し、オナイダ・リミテッドというブランド名のもとで主要なカトラリーの製造元である。2004年9月にオナイダ・リミテッドは、2005年初めにアメリカでの製造事業を全て停止することを表明し、124年の歴史に終止符が打たれた。オナイダ・リミテッドは設計した商品を海外で製造し売り続けている。この企業は製造施設を売却し続けていて、最近ではニューヨークのシェリルにある流通センターは閉鎖された。だが運営事務所はオナイダに残っている。
共同体最後の存命メンバーであったエラ・フローレンス・アンダーウッドは1950年6月、オナイダに近いニューヨーク州ケンウッドで死去した。

## 遺産

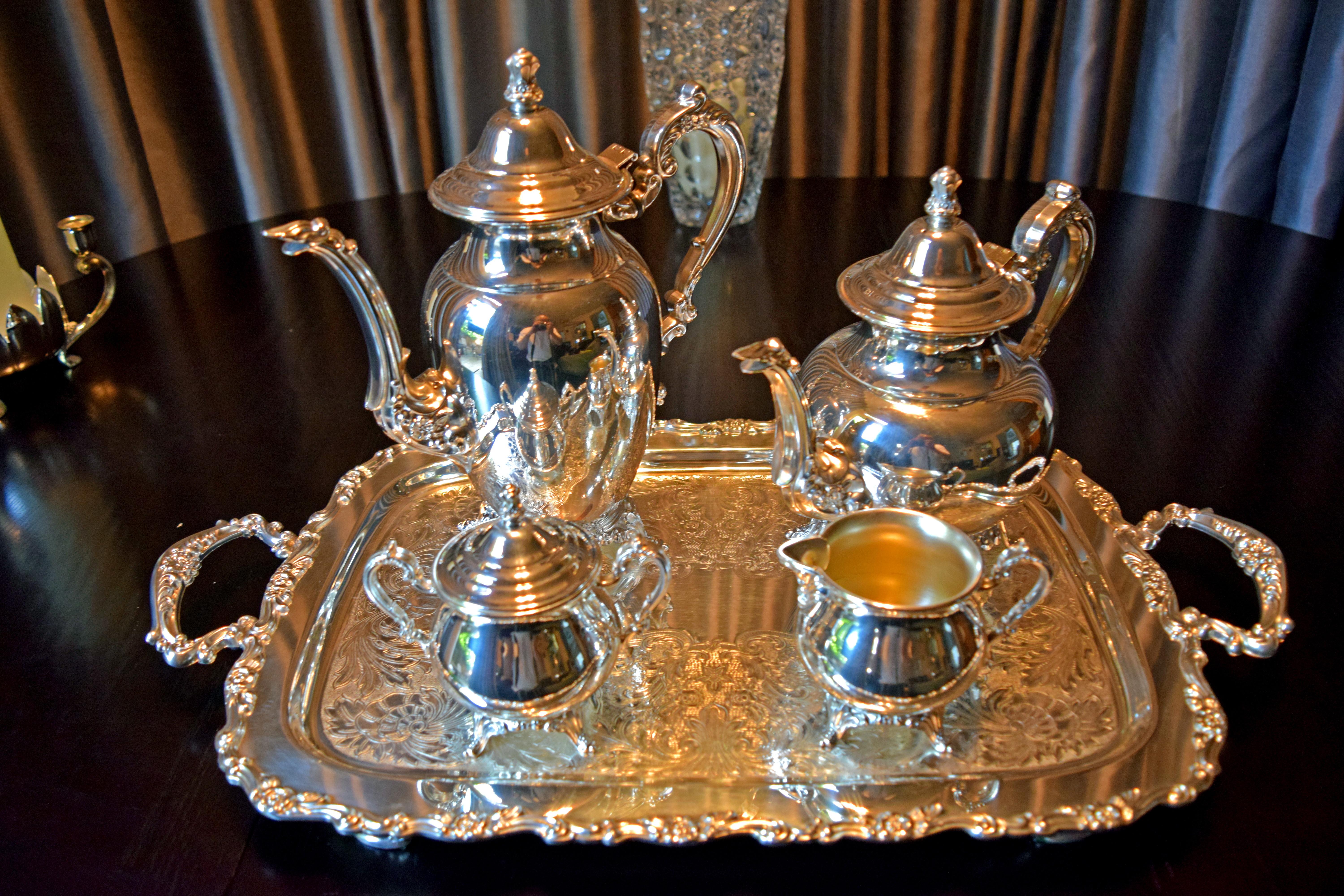
オナイダ・リミテッドの銀製ティーセット

オナイダ・コミュニティの解体後、その歴史や体験談を綴る本が数多く出版された。元メンバーらによる回想録がいくつも出版されているほか、サラ・ヴォーエルによるノンフィクション『Assassination Vacation』にもオナイダ・コミュニティが登場する。この本では共同体全般についての記述に加えて、５年以上共同体で生活して後に米大統領ジェームズ・ガーフィールドを暗殺したチャールズ・J・ギトーについて論じられている。デビッド・フラスフェダー『Pagan House』という小説の中の完全主義者による共同体はオナイダ・コミュニティから直接想起されたものである。バージニア州のツイン・オークス・コミュニティというインテンショナル・コミュニティには、オナイダ・コミュニティにちなんで「オナイダ」と名づけられた建物がある。 

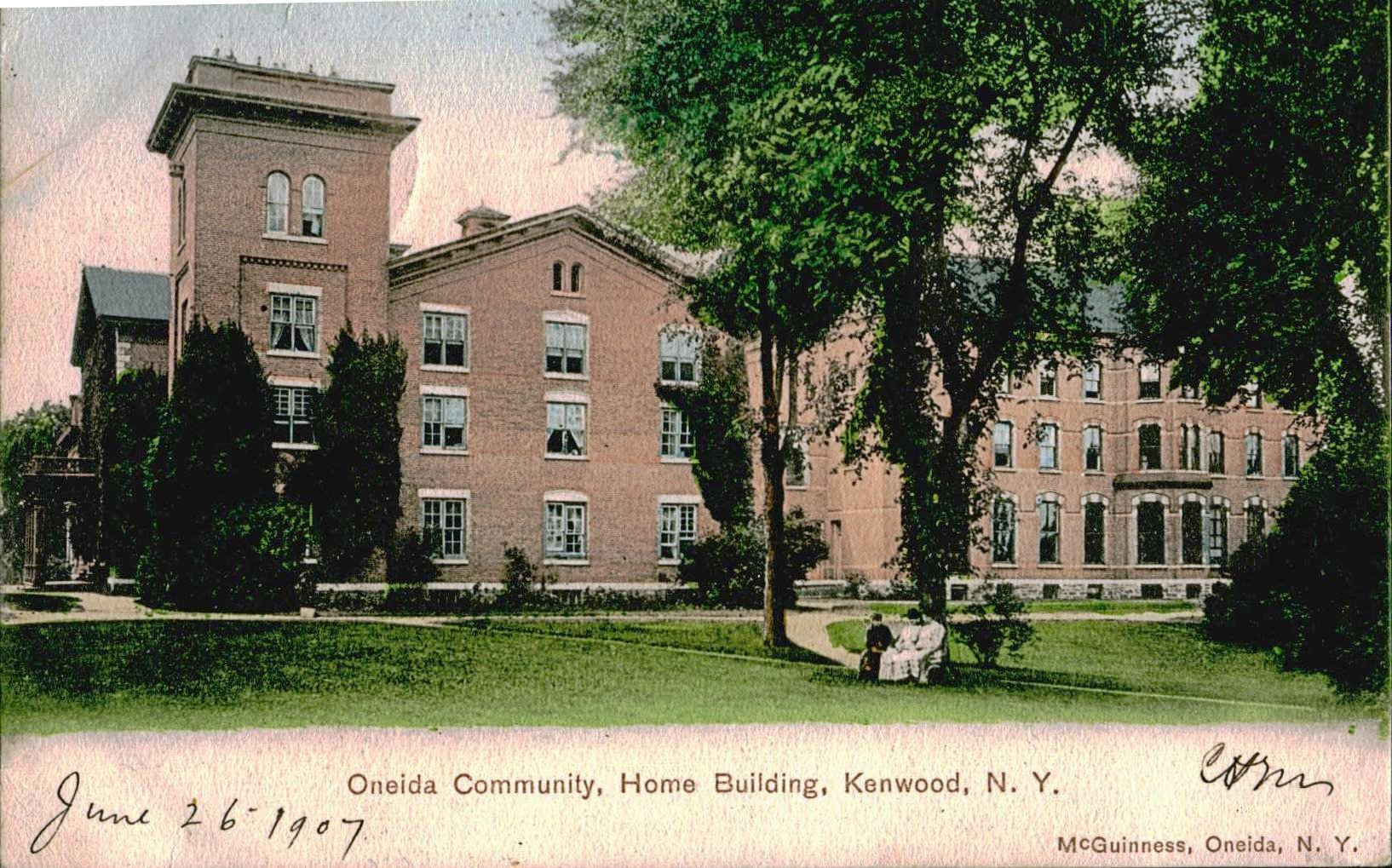
1907年当時のオナイダ・コミュニティ・マンション

住居や交流の場として使われていたオナイダ・コミュニティ・マンション・ハウスは1965年にアメリカ合衆国国定歴史建造物に指定された。5つの建物からなり、総面積は93000平方フィート（8,600㎡）である。現存するマンション・ハウスは1862年に建築されたもので、増改築を重ねながら現在まで存続してきた。1870年代には居住用の部屋のほかに豪華な居間や食堂、充実した図書室、250人収容の大ホールなどを擁する一大施設となり、週末には観光客が押しよせたという。 現在はニューヨーク州の認定NPOによって管理されており、オナイダ・コミュニティに関連する有形・無形の文化資産を収集・保管している。建物の一部は訪問者に開放されており、展示や教育プログラム、ガイドツアーなどが通年開催されているほか、居住用アパートメント、宿泊用ゲストルーム、会議室などがある。